# Jeff Farrell

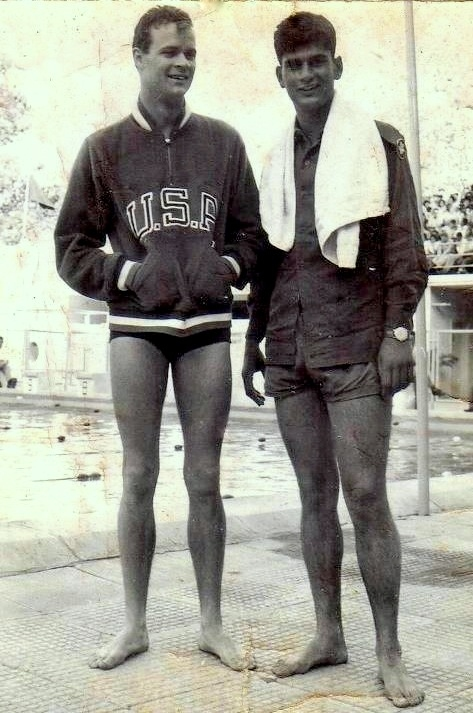
Jeff Farrell (links) 1961 mit David Weissmann

Felix Jeffrey „Jeff“ Farrell (* 28. Februar 1937 in Detroit, Michigan) ist ein ehemaliger US-amerikanischer Schwimmer, der 1960 Olympiasieger mit beiden Staffeln wurde.
Farrell war bereits in seiner High-School-Zeit Mitglied der US-Auswahl seiner Altersgruppe. Während seines Studiums an der University of Oklahoma und an der Yale University wurde er zu einem der weltbesten Freistilschwimmer.
Der fünfmalige US-Meister bei AAU-Meisterschaften gewann 1959 bei den Panamerikanischen Spielen die 100 m Freistil in 56,3 Sekunden. Beim AAU-Meisterschaftsieg 1960 kam er mit 54,8 Sekunden bis auf zwei Zehntelsekunden an den Weltrekord des Australiers John Devitt heran. Eine Woche vor der US-Olympiaqualifikation (Trials) musste er am Blinddarm operiert werden. Mit verbundener Narbe trat er zu den Trials an und qualifizierte sich als Dritter über 100 m und Vierter über 200 m für die Olympischen Spiele. Für einen Einzelstart hätte er allerdings unter die besten Zwei kommen müssen.
Bei den Olympischen Spielen 1960 in Rom war Farrell wieder in Form und schwamm die Schlussstrecke sowohl in der 4 × 200-m-Freistilstaffel als auch in der 4 × 100-m-Lagenstaffel. In beiden Staffeln schlug er in Weltrekordzeit an.
Nachdem er 1963 sein Studium an der Yale University abgeschlossen hatte, war er zwanzig Jahre lang in verschiedenen Ländern als Schwimmtrainer unterwegs. In den 1980er Jahren kam er in die Vereinigten Staaten zurück. Nachdem er in seiner Aktivenzeit 25 US-Rekorde unterboten hatte, darunter auch die Weltrekorde mit den Staffeln, konnte er diese Marke als Seniorenschwimmer noch steigern, wo er in den verschiedenen Altersklassen regelmäßig US-Rekorde und Weltrekorde unterbot.
Im Jahr 1968 wurde er in die Ruhmeshalle des internationalen Schwimmsports aufgenommen.